# Transducción secuencial
Una transducción {\displaystyle \eta :E\rightarrow \Gamma ^{*}}, donde:
- {\displaystyle \Sigma } es un conjunto finito, denominado alfabeto de entrada
- {\displaystyle \Sigma ^{*}} es el conjunto de todas las cadenas que se pueden construir mediante los símbolos de {\displaystyle \Sigma }
- {\displaystyle E} es el subconjunto de {\displaystyle \Sigma ^{*}}
- {\displaystyle \Gamma ^{*}} es el lenguaje de salida

es secuencial si:
{\displaystyle \eta (\varepsilon )=\mu _{0}}
{\displaystyle \eta (w\sigma )=\eta (w)\zeta (w,\sigma )\;\;\forall w,w\sigma \in \mathrm {Pr} (E),\;\sigma \in \Sigma }
donde:
- {\displaystyle \mu _{0}\in \Gamma ^{*}} es la cadena de salida inicial (normalmente vacía)
- {\displaystyle \zeta (w,\sigma )\in \Gamma ^{*}} es la cadena de salida que se concatena tras el resultado cuando después de la entrada {\displaystyle w} se lee el símbolo {\displaystyle \sigma }
- {\displaystyle \mathrm {Pr} (E)=\{x:(\exists y\in \Sigma ^{*}:xy\in E)\}} es el conjunto de todos los prefijos de las cadenas en {\displaystyle E}.

Cada vez que se lee un símbolo {\displaystyle \sigma }, la función {\displaystyle \zeta (w,\sigma )} añade la cadena de salida a {\displaystyle \eta (w)} para formar {\displaystyle \eta (w\sigma )}.
Las transducciones secuenciales tienen la propiedad de preservar los prefijos. Es decir, la transducción de un prefijo es siempre un prefijo de la transducción. Esto es: si existe {\displaystyle \eta (uv)}, entonces {\displaystyle \eta (u)\in \mathrm {Pr} (uv)} .
Las transduccciones secuenciales se pueden realizar por 
transductores de estados finitos, también denominados transductores secuenciales.